# 2018

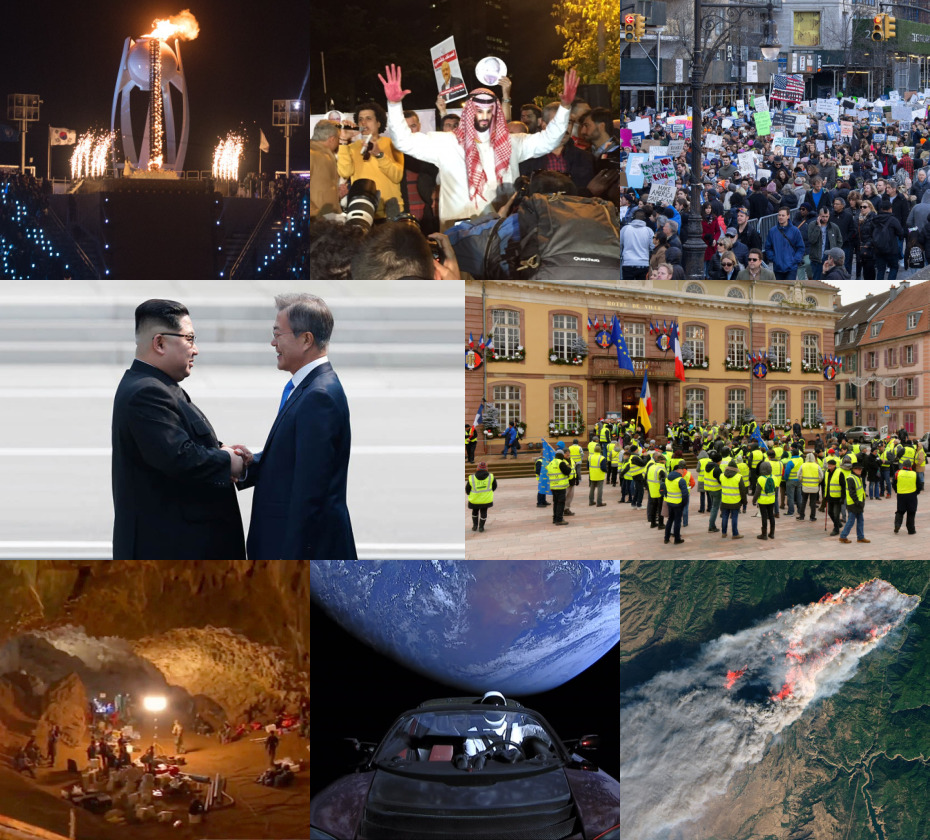
Desde arriba a la izquierda, en el sentido de las agujas del reloj: la ceremonia de apertura de los Juegos Olímpicos de Invierno de 2018 en PyeongChang, Corea del Sur; surgen protestas tras el asesinato de Jamal Khashoggi; las protestas March for Our Lives se llevan a cabo en los Estados Unidos y el mundo; las protestas de los chalecos amarillos estallan en Francia; los incendios forestales en California de 2018, que quemaron la ciudad de Paradise, California, se ve desde el espacio exterior; el CEO de SpaceX, Elon Musk, lanza su Tesla Roadster (primera generación) al espacio exterior; los rescatistas se reúnen para comenzar las operaciones de búsqueda y rescate durante el rescate en la cueva de Tham Luang; el líder supremo de Corea del Norte, Kim Jong-un, se reúne con el que era en ese entonces presidente de Corea del Sur, Moon Jae-in, en la zona desmilitarizada de Corea.

2018 (MMXVIII) fue un año común que comenzó en lunes en el calendario gregoriano. Fue también el número 2018 anno Dómini o de la designación de la Era Cristiana, además del décimo octavo del Siglo XXI y del tercer milenio, el octavo de la segunda década del Siglo XXI y el noveno y penúltimo del decenio de los 2010.
La Organización de las Naciones Unidas lo declaró como el «Año Internacional de los Arrecifes de Coral» para crear conciencia sobre el valor y la importancia de estos especímenes y las amenazas a su sostenibilidad, y así motivar a los ciudadanos a tomar medidas para protegerlos. De acuerdo con la astrología china, correspondió al signo del Perro, en su forma Yang.

## Acontecimientos

### Enero

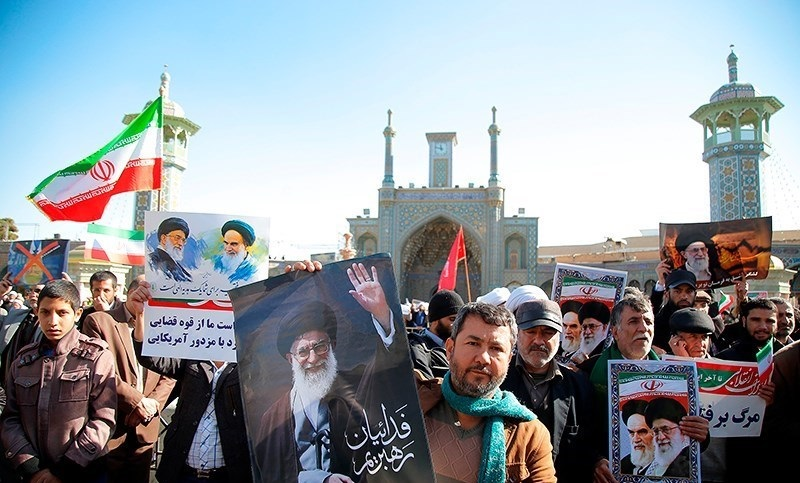
Protestas en Irán dejan docenas de muertes.

- 2 de enero: un accidente de autobús que se dirigía de Huarmey - Lima en Perú deja 52 muertos.[3]
- 3 de enero: analistas informáticos informan sobre dos vulnerabilidades de seguridad importantes, llamadas "Meltdown" y "Spectre", que afectan a los microprocesadores de casi todas las computadoras del mundo.
- 4 de enero: accidente de tren y camión deja más de 250 heridos y 20 muertos en Sudáfrica.[4]
- 9 de enero: se registra un terremoto de 7,5 frente a las costas de Honduras. No hay reportes de víctimas o fallecidos.
- 13 de enero: comienzo del Campeonato Africano de Naciones de Fútbol de 2018 en Marruecos.
- 14 de enero: 
  - Fallece de neumonía el ex-piloto estadounidense Dan Gurney.
  - en el Estado de California deslaves dejan 19 muertos y cientos de heridos.
  - en Perú se registra un terremoto de 7,1, dejando 2 muertos y 139 heridos.
- 15 de enero: 
  - El papa Francisco viaja a la ciudad de Santiago de Chile celebrando en el país chileno una Santa Misa.
  - En Venezuela, es asesinado Óscar Alberto Pérez, policía, inspector del Cuerpo de Investigaciones Científicas Penales y Criminalísticas (CICPC), durante los sucesos de la Operación Gedeón.
  - En Colombia, el desplome del puente Chirajara en construcción deja 10 muertos y 8 heridos.
  - Muere la vocalista de The Cranberries, Dolores O'Riordan.
- 18 de enero: Después de su misa en Chile, el papa Francisco visita Lima, Perú.
- 22 de enero: George Weah asume como presidente de Liberia.
- 23 de enero: se registra un fuerte terremoto de 7,9 en el Golfo de Alaska provocando advertencias y avisos de tsunami para Alaska, Columbia Británica, Washington, Oregón, California y Hawái.
  - Un terremoto de 5,9 sacude la isla de Java dejando 2 muertos y 35 heridos.
- 25 de enero: un tren descarrila cerca de Milán (Italia) causando 3 muertos y unos 100 heridos.
- 26 de enero: María Paulina Aguirre se convierte en la primera mujer en la historia en ser designada Presidenta de la Corte Suprema de Justicia de Ecuador.[5]
- 27 de enero:
- En Honduras, toma de posesión de Juan Orlando Hernández, primer presidente reelecto de su historia democrática.
- En Colombia, el Ejército de Liberación Nacional perpetra atentados terroristas contra la Policía en la región Caribe.
- 28 de enero: 
  - En Finlandia se celebran elecciones presidenciales.
  - En Chipre se celebran la primera ronda de las elecciones presidenciales.
- 31 de enero: ocurre un eclipse lunar total, siendo el primero de los dos eclipses lunares totales de 2018.

### Febrero
- 4 de febrero: 

Logo de los Juegos Olímpicos de Pieonchang 2018.

  - Final del Campeonato Africano de Naciones de Fútbol de 2018 en Marruecos, donde la selección local logra alzarse con el título venciendo en la final a su similar de Nigeria.
  - Super Bowl LII en Minneapolis, Minnesota, Estados Unidos. Las Águilas de Filadelfia obtienen el primer tazón de su historia.
  - En Chipre se celebran la segunda ronda de las elecciones presidenciales.
  - En Costa Rica se celebran elecciones presidenciales.
  - En Ecuador, se realiza un referéndum constitucional y consulta popular.
- 5 de febrero: varios mercados bursátiles (Wall Street, S&P, NASDAQ) en Estados Unidos registran una súbita caída de casi 1,000 puntos.
  - Ocurre el primer lanzamiento del Falcon Heavy, lanzando un auto Tesla al espacio.
- 6 de febrero: Se produce un terremoto de 6,4 en el norte de Taiwán, causando 17 muertos y 285 heridos.
- 8 de febrero: por segunda ocasión, Wall Street registra una caída de 4.14% en el índice Dow Jones.
- 9 de febrero - 25 de febrero: Juegos Olímpicos de Invierno de Pieonchang.
- 11 de febrero: se estrella un avión comercial ruso en la provincia de Moscú, pereciendo sus 71 ocupantes.
- 14 de febrero: 
  - El tiroteo en la escuela secundaria de Parkland (Florida) causa 17 muertos y 14 heridos.
  - Por primera vez desde 1945 el Miércoles de Cenizas cae en esta fecha y volverá a caer en esta fecha en el 2024.[6]
- 15 de febrero: En Sudáfrica, Cyril Ramaphosa se convierte en presidente tras la renuncia de Jacob Zuma.
- 16 de febrero: se registra un terremoto de 7,2, a 11 kilómetros al sur de la ciudad de Pinotepa Nacional, Oaxaca, México.
- 19 de febrero: un bombardeo aéreo causa la muerte de 98 civiles en el bastión rebelde de Guta Oriental, a las afueras de Damasco. El Observatorio Sirio de Derechos Humanos atribuye el ataque a las fuerzas del gobierno de Bashar al-Ásad.[7]
- 22 de febrero: confirman hallazgo de casi 400 kilos de cocaína escondidos en 12 valijas de la embajada de Rusia en Buenos Aires.
- 25 de febrero: La serie Samsung Galaxy S9 fue presentada el 25 de febrero de 2018 durante el Movil World Congress en Barcelona
- 26 de febrero: Un terremoto de 7,5 sacude Papúa Nueva Guinea dejando un saldo de 160 muertos y muchos heridos.

### Marzo
- 4 de marzo: 
  - En Italia se celebran elecciones generales.
  - En El Salvador se llevan a cabo elecciones municipales y legislativas.
- 5 de marzo: las fuerzas progubernamentales sirias atacan distintas localidades de Guta Oriental, el principal bastión rebelde a las afueras de Damasco, como Duma y Hamuriya, en los que mueren al menos 35 personas.[8]
- Se cumplen 5 años de la muerte del expresidente de Venezuela Hugo Chávez
- 8 de marzo: se realiza un Paro Internacional de Mujeres, convocado por organizaciones feministas.
- 9 a 18 de marzo: Juegos Paralímpicos de Pieonchang 2018.

- 11 de marzo: 

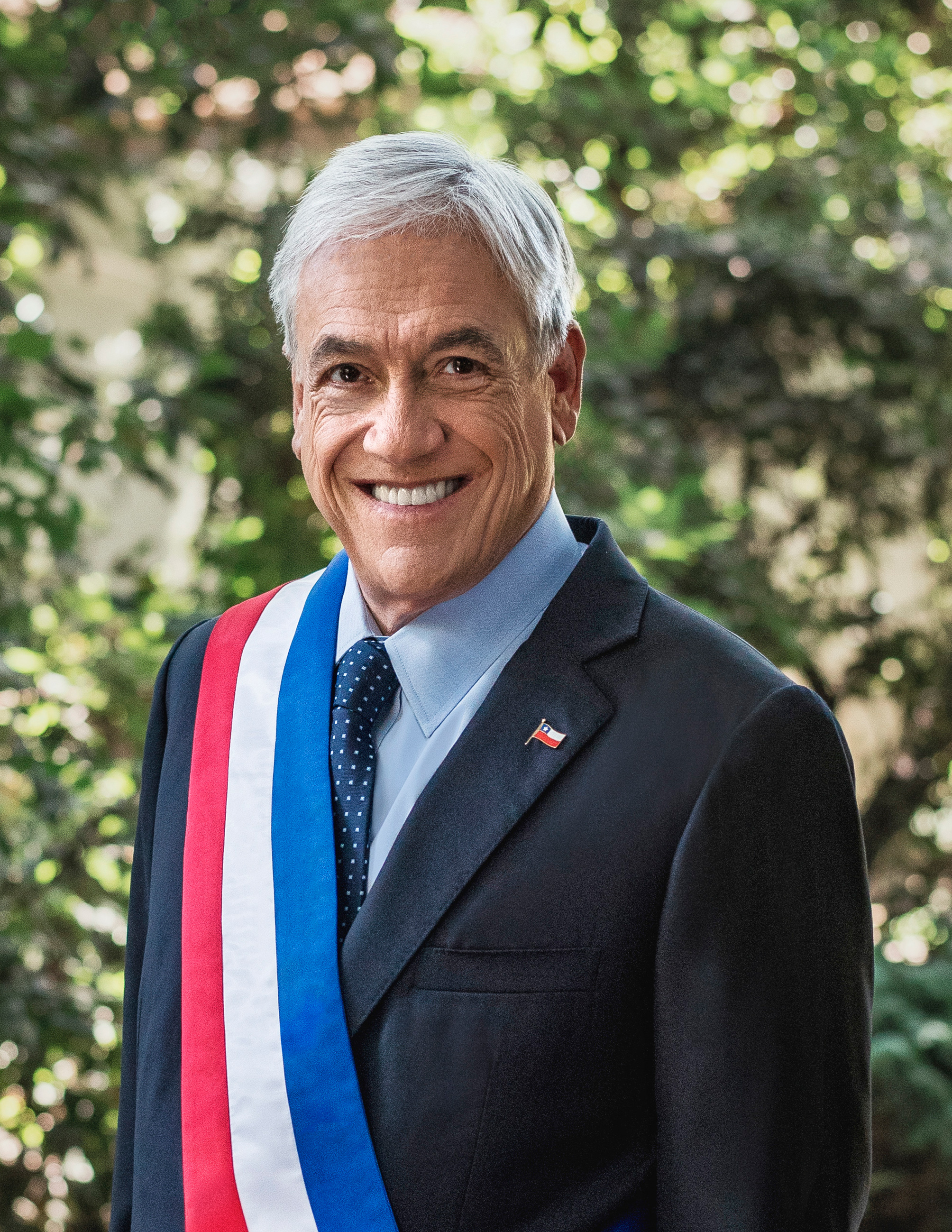
Sebastián Piñera, Presidente de Chile 2018-2022. Siendo la segunda vez que ocupa dicho cargo.

  - En el Congreso Nacional de Chile, en Valparaíso, vuelve a asumir el 32.º presidente de Chile, Sebastián Piñera, para el período 2018–2022, siendo la segunda vez que ocupa dicho cargo.
  - En Colombia se realizan elecciones legislativas.
  - Elecciones parlamentarias de Cuba.
- 13 de marzo: el presidente de los Estados Unidos Donald Trump anuncia el despido de su secretario de Estado Rex Tillerson, su sucesor en el cargo es el director de la CIA Mike Pompeo. Gina Haspel es nombrada directora de la CIA.
- 14 de marzo: 
  - En Cambridge, fallece el físico teórico, astrofísico, cosmólogo y divulgador científico británico Stephen Hawking luego de padecer durante 55 años de esclerosis lateral amiotrófica.
- - Es asesinada la socióloga, feminista, política y militante de los derechos humanos brasileña Marielle Franco
- 18 de marzo: el presidente Vladímir Putin es reelecto en las elecciones presidenciales rusas.
- 19 de marzo: Muere Sudán, el último individuo macho de su subespecie Rinoceronte Blanco del Norte, en la reserva keniana Ol Pejeta Conservancy, a los 45 años de edad.
- 21 de marzo: el presidente de Perú Pedro Pablo Kuczynski, renuncia a la presidencia de la República en su tercer año de mandato, siendo el punto fuerte de la crisis política que el país vivió entre 2017 y 2018.[9]
- 22 de marzo: Muerte del exfutbolista René Houseman a sus 64 años.

- 23 de marzo: 

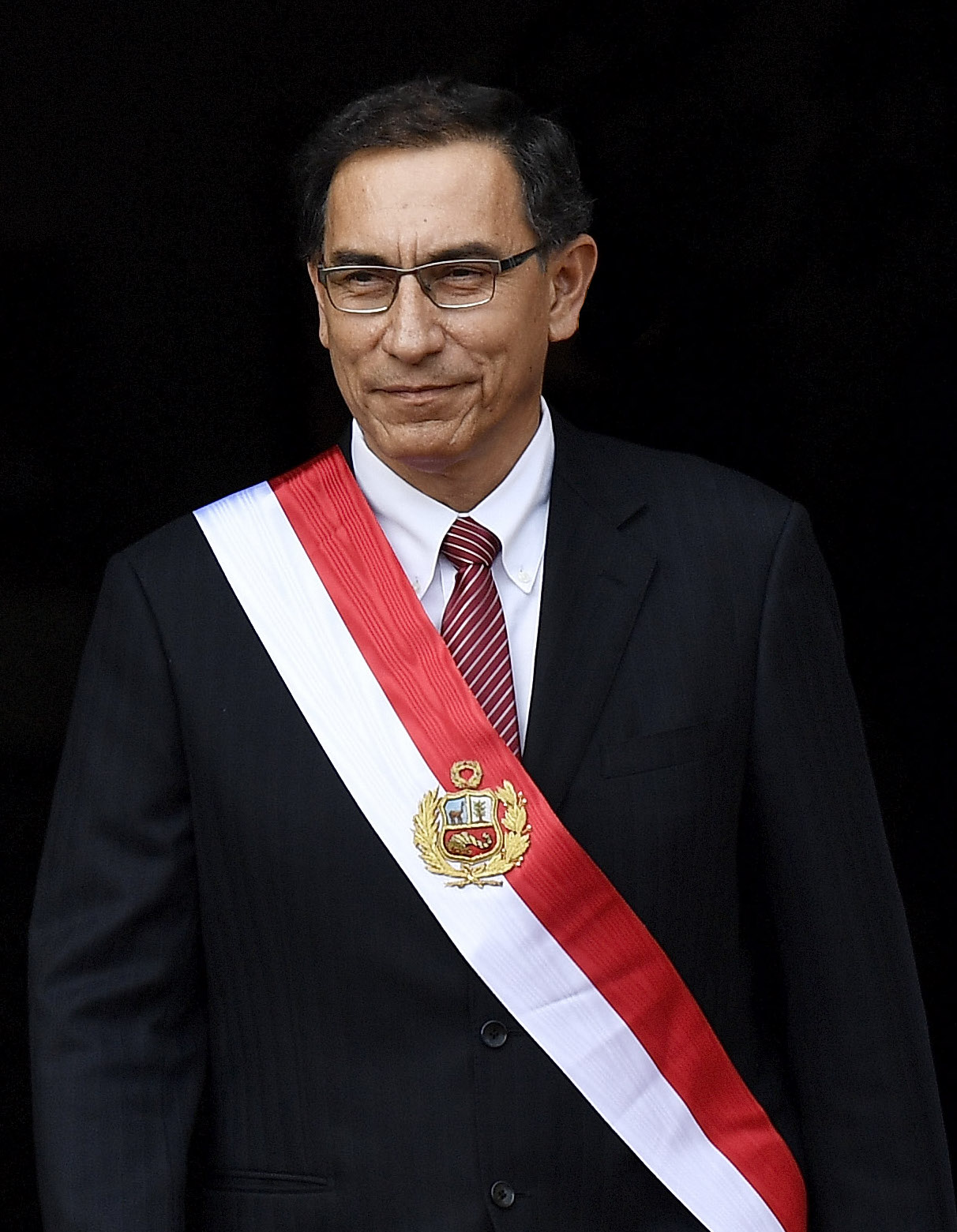
Martín Vizcarra, presidente de Perú 2018-2020, tras la renuncia de Pedro Pablo Kuczynski.

  - En el Congreso de la República del Perú, en Lima, asumió como nuevo presidente de Perú el ingeniero Martín Vizcarra, debiendo como vicepresidente completar el periodo 2018-2021.
  - Ataque terrorista en Trèbes (Francia) deja un saldo de 5 muertos (incluyendo el único atacante) y 15 heridos.

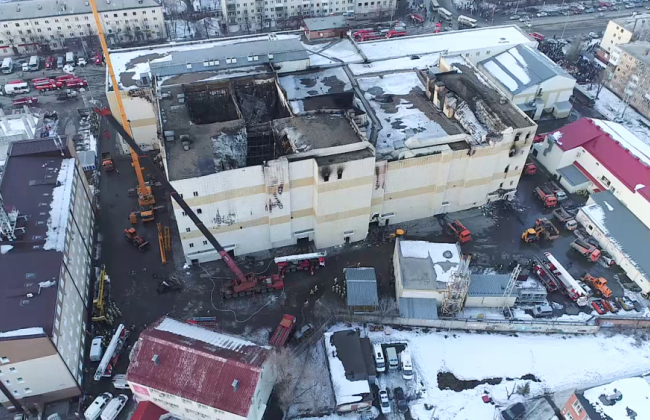
Incendio mortal en Rusia.

- 25 de marzo: un incendio en Kemerovo, Rusia mata al menos 64 personas.
- 26 de marzo: países de la Unión Europea empiezan a adoptar medidas adicionales en relación con el envenenamiento del exespía Serguéi Skripal en el Reino Unido.[10]
- Tres periodistas del diario ecuatoriano El Comercio son secuestrados por el Frente Oliver Siniestra en Mataje, Provincia de Esmeraldas. Días después se confirman sus asesinatos.
- 28 de marzo: 
  - En Venezuela toma lugar el Motín de Valencia, hecho en el que mueren 68 privados de libertad en la prisión de la Comandancia de Carabobo como consecuencia de una crisis carcelaria.
  - Elecciones presidenciales en Egipto.
- 30 de marzo: en la franja de Gaza militares israelíes matan a 16 civiles palestinos y hieren a centenares durante el primer día de las protestas convocadas por la Gran Marcha del Retorno.[11]

### Abril
- 1 de abril: segunda vuelta de las elecciones presidenciales de Costa Rica. Carlos Alvarado se impone sobre Fabricio Alvarado.
- 2 de abril: Estados Unidos anuncia que las contramedidas comerciales de China perjudican su seguridad nacional. La Casa Blanca ha acusado a Pekín de prácticas comerciales injustas después de que el país asiático anunciara el incremento de aranceles para 128 productos importados desde Estados Unidos.
- 8 de abril: 
  - Fallece el ex-piloto británico John Miles.
  - el expresidente de Brasil Luiz Inácio Lula da Silva entra a la cárcel de Curitiba, donde empezará a cumplir su sentencia de 12 años.

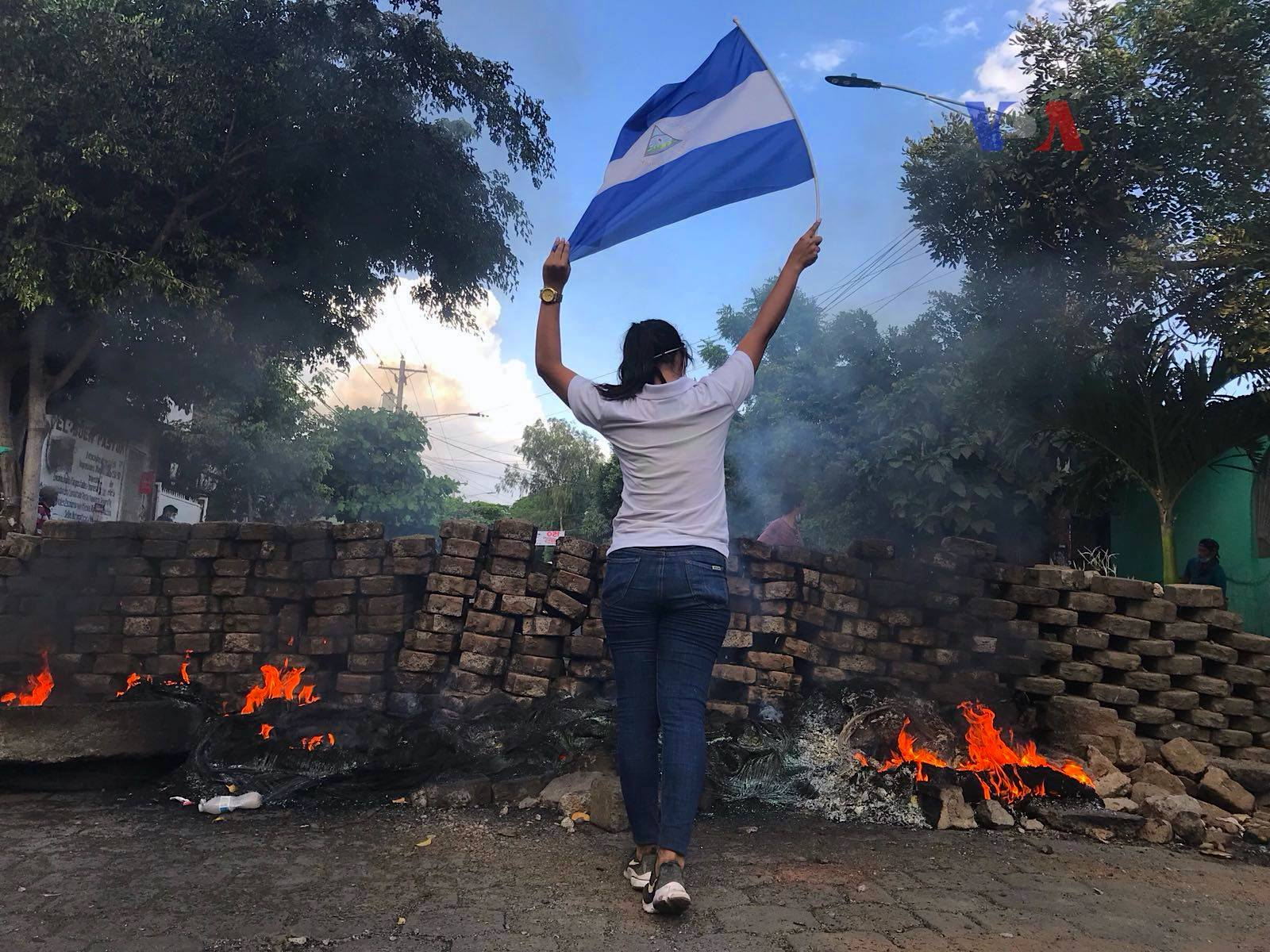
Una mujer sostiene la bandera de Nicaragua durante las protestas de 2018.

- 10 de abril: se produce un ataque químico en la población de Duma, Siria dejando decenas de fallecidos y heridos. El Gobierno ruso ha acusado a los Estados Unidos y sus aliados de ser el responsable del ataque.
- 11 de abril: 
  - El siniestro de un avión militar en Argelia deja un saldo de al menos 257 fallecidos.
  - Elecciones presidenciales en Azerbaiyán.
- 12 de abril: Trinidad y Tobago despenaliza la homosexualidad.
- 13 de abril: Se inicia el bloqueo de Telegram en Rusia, tras una decisión judicial.
- 13 al 14 de abril: en Lima se celebra la VIII Cumbre de las Américas, siéndole retirada la invitación al presidente de Venezuela, Nicolás Maduro.
- 14 de abril: Estados Unidos, Francia y el Reino Unido lanzan un bombardeo aéreo en posiciones estratégicas en Siria, en respuesta al ataque químico de Guta.
- 15 de abril: 
  - Guatemala realiza una consulta popular sobre el diferendo territorial con Belice.
  - Elecciones presidenciales en Montenegro.
- 17 de abril: 
  - el vuelo 1380 de Southwest Airlines despegó del Aeropuerto Internacional de Nueva York, tras 20 minutos después de despegar uno de los motores explota y hace que una ventana se rompa y succione a una pasajera la cual murió y solo hubo 7 heridos.
  - Fallece la ex-primera dama estadounidense Barbara Bush.
- 18 de abril: en Nicaragua, se inician protestas contra la reforma del Seguro Social.[12]
- 19 de abril: Miguel Díaz-Canel fue escogido por la Asamblea Nacional del Poder Popular como nuevo presidente de Cuba.
- 20 de abril: Tim Bergling, más conocido por su nombre artístico Avicii, fue encontrado muerto, como resultado de un suicidio.
- 21 de abril: es asesinado el periodista y reportero, Ángel Gahona, mientras cubría en vivo las protestas en Nicaragua contra el presidente Daniel Ortega.[13]
- 22 de abril: en Paraguay se celebran elecciones presidenciales.
- 23 de abril: en Toronto (Canadá), una furgoneta atropella a peatones en las aceras, provocando 10 muertos y 15 heridos.[14]
- 27 de abril: 
  - Lanzamiento de Nintendo Labo.
  - En la Zona desmilitarizada de Corea, Kim Jong-un cruza la frontera hacia Corea del Sur para reunirse con su homólogo Moon Jae-in, convirtiéndose en el primer líder norcoreano en pisar suelo surcoreano 65 años después de finalizar la guerra de Corea.[15]

### Mayo
- 3 de mayo: 
  - La organización terrorista vasca ETA anuncia su disolución, por lo que deja de existir oficialmente.[16]
  - Entra en erupción el volcán Kilahuea en la zona de Leilani Estates, en la isla grande de Hawái.
- 4 de mayo: en Hawái se registra un fuerte terremoto de 6,9 produciendo un pequeño tsunami con alturas de 40 centímetros.
- 5 de mayo: dos colapsos en minas de Quetta, Pakistán, dejan al menos 23 fallecidos.[17]
- 8 de mayo: 
  - Carlos Alvarado Quesada, tomó posesión como nuevo presidente de Costa Rica.
  - El presidente de Estados Unidos, Donald Trump, decide abandonar el acuerdo nuclear.
- Del 8 de mayo al 12 de mayo: En Lisboa, capital de Portugal, se celebra el LXVIII Festival de la canción de Eurovisión en la que el país vencedor fue Israel representado por Netta Barzilai que interpretó su tema Toy.
- 8 de mayo: En México se declara el 15 de noviembre de cada año como día nacional contra el uso nocivo de bebidas alcohólicas.[18]
- 9 de mayo: triunfa en las elecciones federales de Malasia la coalición Pakatan Harapan, poniendo fin a 63 años de gobierno del Barisan Nasional.
- 10 de mayo: tras la victoria electoral de su coalición, Mahathir Mohamad asume como primer ministro de Malasia por segunda vez.
- 12 de mayo:
- elecciones parlamentarias en Irak.
- El club Hamburgo S.V. Desciende por primera vez a la 2. Bundesliga después de 55 años en la Primera División.
- 14 de mayo: 58 palestinos son asesinados y más de dos mil resultan heridos por el ejército de Israel durante las protestas por la inauguración de la embajada de Estados Unidos en Jerusalén.[19]
- 16 de mayo: el Atlético de Madrid se consagra en la UEFA Europa League al vencer 0-3 al Olympique de Marsella en Lyon
- 18 de mayo: 
  - El tiroteo en la escuela secundaria de Santa Fe (Texas) causa la muerte de 9 estudiantes y un profesor y 13 heridos.
  - Se estrella el avión del vuelo 972 de Cubana de Aviación cerca del Aeropuerto Internacional José Martí en Boyeros, Cuba; pereciendo 108 personas.
- 19 de mayo: en Reino Unido se celebra la boda real del príncipe Enrique de Sussex y la actriz Meghan Markle.
- 20 de mayo: en Venezuela se celebran elecciones presidenciales, en las cuales es reelecto el presidente Nicolás Maduro.
- 22 de mayo: en Reino Unido se celebra el primer aniversario del Atentado de Mánchester de 2017 después del concierto de la cantante estadounidense Ariana Grande, que dejó más de 22 muertos y 116 heridos.
- 26 de mayo: el Real Madrid se proclama campeón de la UEFA Champions League ante el Liverpool FC en Kiev tras vencer por 3-1.
- 27 de mayo: en Colombia se celebran elecciones presidenciales.
- 29 de mayo: en Lieja (Bélgica), un ciudadano islamista asesina a dos policías y a un estudiante antes de ser abatido; reclamando su autoría el Estado Islámico.[20]
- 30 de mayo: en Nicaragua, ocurre la Masacre del Día de las Madres. Según el Grupo Interdisciplinario de Expertos Independientes para Nicaragua, ese día murieron 19 personas y cientos más resultaron heridas en ataques armados contra manifestantes opositores al gobierno del presidente Daniel Ortega.

### Junio
- 1 de junio: 

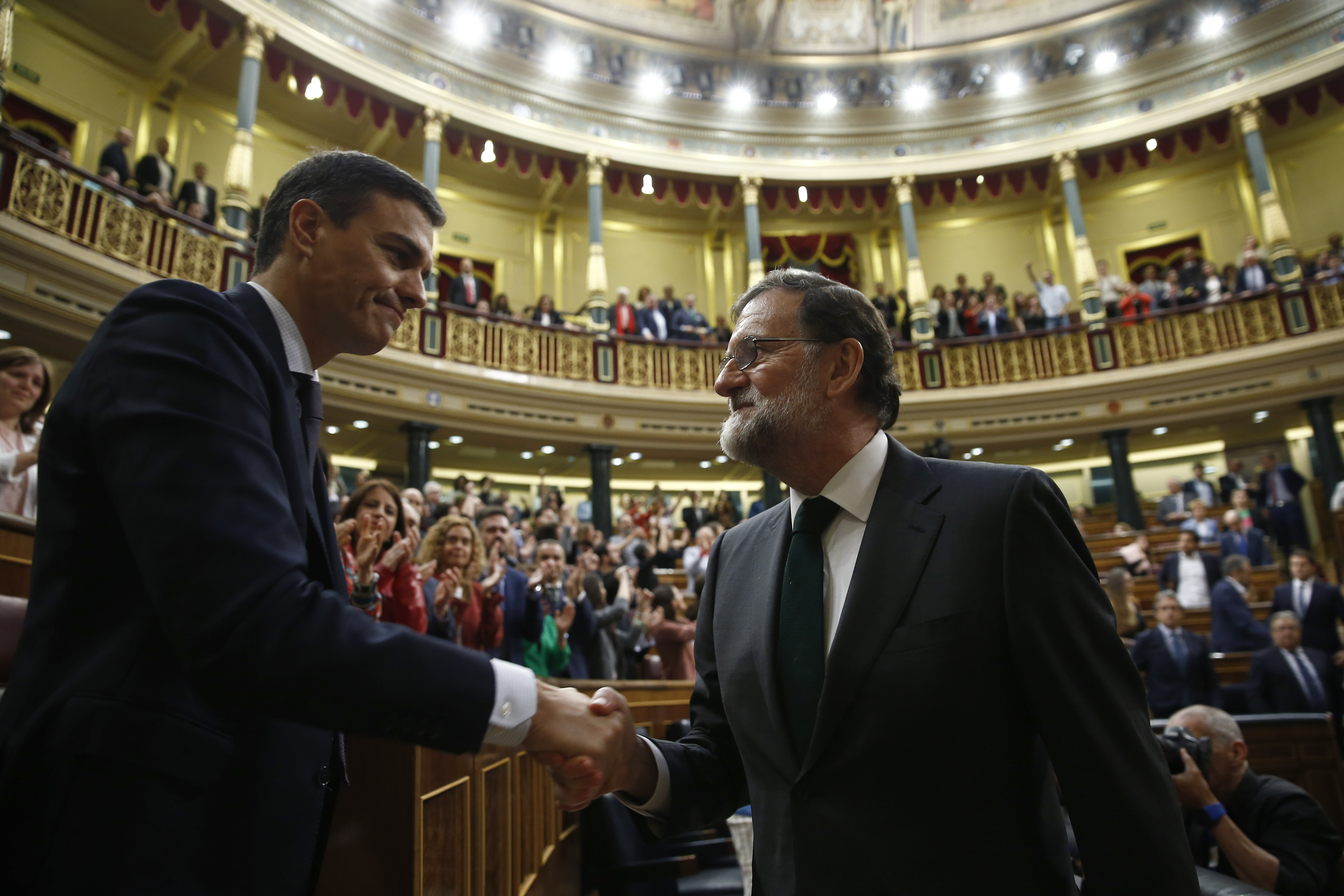
Mariano Rajoy felicita a Pedro Sánchez tras asumir el gobierno de España.

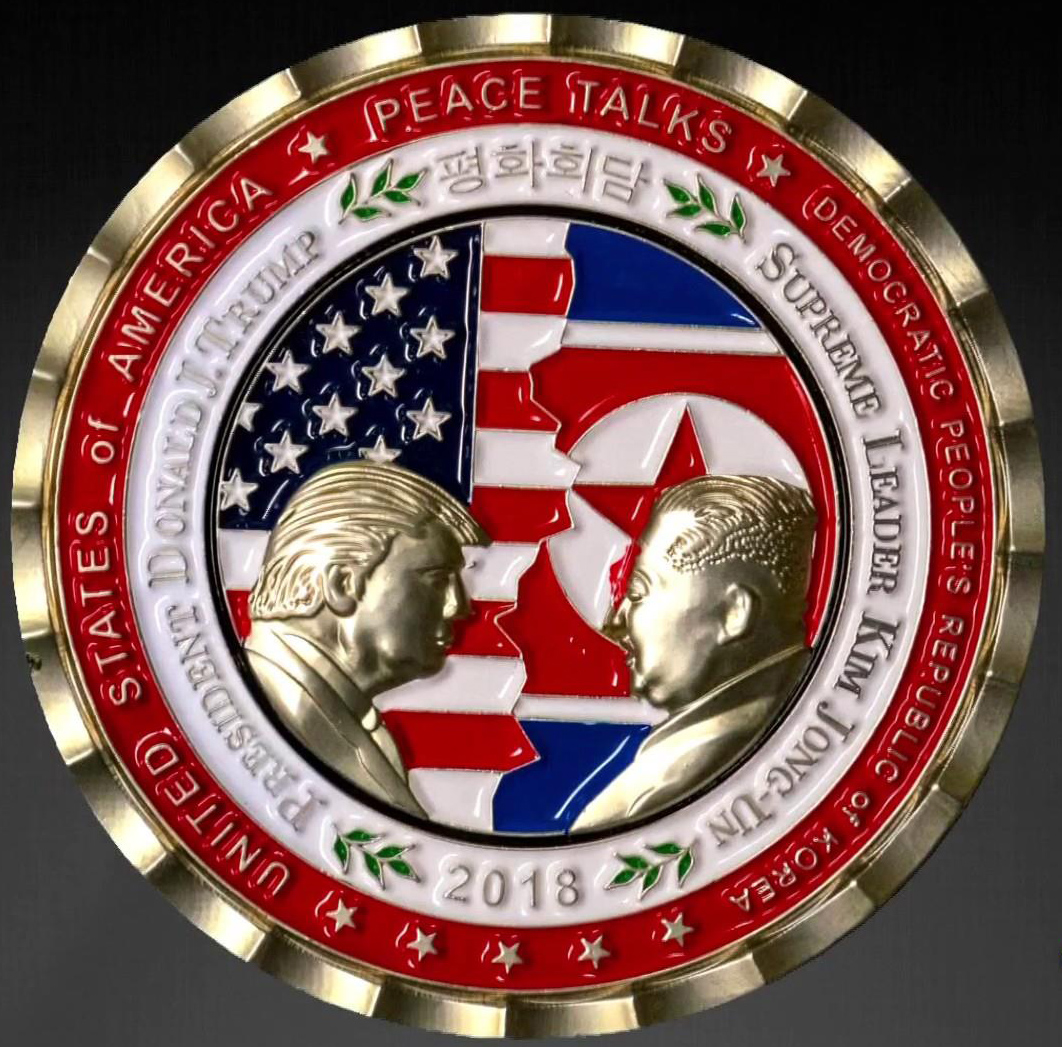
Moneda de dólar emitida en conmemoración de la cumbre Trump-Kim.

  - Prospera la moción de censura contra el presidente del Gobierno de España, Mariano Rajoy. Pedro Sánchez Pérez-Castejón es investido nuevo presidente.
  - En Perú, fallece la joven peruana Eyvi Ágreda en el Hospital Guillermo Almenara Irigoyen luego de 38 días de agonía al haber sido rociada con combustible y encendido con fuego su cuerpo.[21]
- 2 de junio: regresan desde Tanzania unos 600 refugiados burundeses.
- 3 de junio: 
  - Se celebran elecciones parlamentarias en Eslovenia.
  - La erupción del volcán de Fuego en Guatemala provoca 110 muertes.
- 4 de junio: se celebra el concierto benéfico One Love Manchester para recaudar fondos para los afectados por el Atentado de Mánchester de 2017 con artistas de alto reconocimiento mundial.
- 7 de junio: 
  - Inicia el Gobierno Sánchez en España.
  - Por primera vez en su historia, los Washington Capitals ganan la Copa Stanley.
- 7 a 10 de junio: 66 reunión anual del Grupo Bilderberg en Turín, Italia.[22]
- 12 de junio: 
  - Encuentro en Singapur entre el presidente de Estados Unidos, Donald Trump y Kim Jong-un de Corea del Norte.[23]
  - La República de Macedonia confirma el inicio de su cambio de nombre al de «República de Macedonia del Norte».
- 14 de junio: inauguración de la 21.ª edición de la Copa Mundial de Fútbol por primera vez en Rusia.
- 16 de junio: la estampida de El Paraíso en Caracas, Venezuela, deja al menos 21 muertos y 10 heridos.
- 17 de junio: en Colombia se celebran elecciones presidenciales, donde resulta elegido Iván Duque.
- 18 de junio: es asesinado en Deerfield Beach (Florida) el rapero XXXTentacion.
  - Un terremoto de 5,6 sacude la prefectura de Osaka en Japón, dejando un saldo de 4 muertos y más de 400 heridos.
- 19 de junio: en Venezuela, el presidente Nicolás Maduro anuncia la creación del sistema de transporte TransMiranda sirviendo este a las zonas de Caracas ubicadas en el Estado Miranda como el Municipio Chacao la población de Petare y también zonas del Distrito Capital como Plaza Venezuela, además de servir a las ciudades de Guarenas y Guatire
- 24 de junio: 
  - Se les permite a las mujeres conducir vehículos en Arabia Saudita.[24]
  - En Turquía se celebran elecciones presidenciales y también elecciones parlamentarias.
- 27 de junio: en Guadalajara, México se registra una intensa tormenta con características de tornado en punto de las 20:19 hora local. Dicho fenómeno estuvo acompañado de intensa lluvia con actividad eléctrica, granizo de tamaño considerable y vientos de hasta 120 km/h, lo que ocasionó inundaciones, apagones y daños en la zona oriente de la ciudad, pero sobre todo, en la colonia de Talpita en donde hubo una destrucción casi total, y como consecuencia, se estimaron más de 200 árboles caídos a lo largo y ancho de la ciudad.
- 28 de junio: En Shikoku, Chugoku, Kansai y Chubu, se registra una intensa tormenta a horas 19:23 hora local.  Dicho fenómeno estuvo acompañado de intensa lluvia con actividad eléctrica, granizo de tamaño considerable y vientos de hasta 120 km/h, lo que ocasionó inundaciones, apagones y daños en la zona oriente de Japón, Las áreas múltiples vieron su más grande caída de lluvia en horas. La lluvia torrencial provocó derrumbes e centellear inundaciones, con el agua nivela lograr 5 metros (16,4 pies) (16m) en las áreas más afectadas. Motoyama, Kōchi, vio 584 milímetros (23,0 plg) mm (23.0 ) de lluvia hasta el 9 de julio.
- 29 de junio: la empresa estadounidense Toys "R" Us cierra sus últimas tiendas y se declara en quiebra.[25]
- 30 de junio: en Paraguay toma posesión el nuevo congreso electo Elecciones generales de Paraguay de 2018, para el periodo 2018-2023.

### Julio
- 1 de julio: 

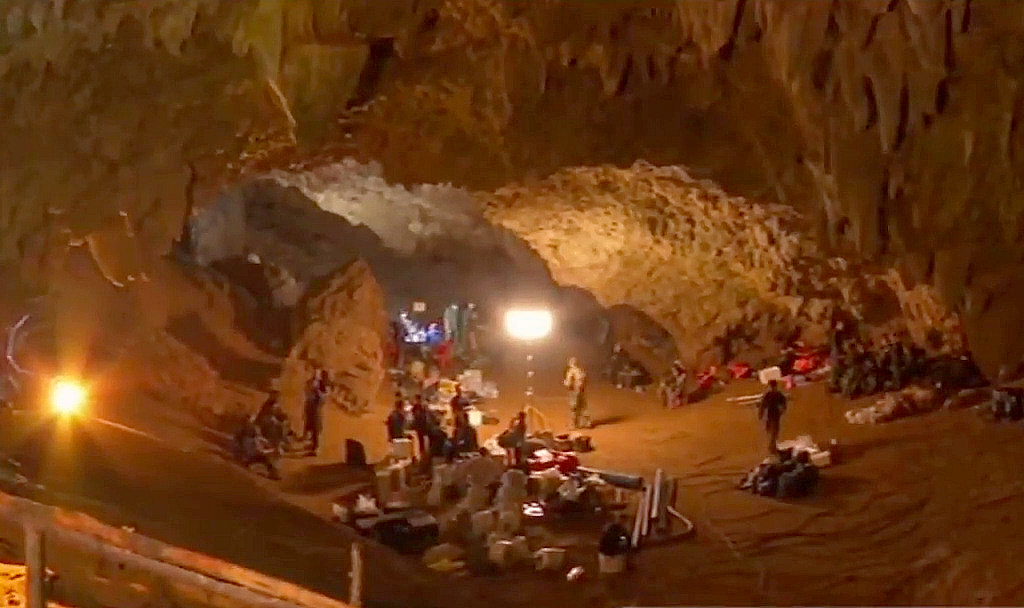
Rescate de la cueva Tham Luang.

  - Bulgaria asume la Presidencia del Consejo de la Unión Europea.
  - En México se celebran elecciones generales, resultando electo el candidato izquierdista Andrés Manuel López Obrador con un 53 % de los votos, concediéndose el gobierno de México a un partido de izquierdas.
- 2 de julio: localizados en cueva de Tailandia equipo de fútbol de niños con su entrenador tras nueve días después de haberse extraviado. Para salir deberán bucear o pasar meses de espera.
- 4 de julio: se detecta la temperatura mínimo récord del mundo con 98,6 grados Celsius bajo cero en la Antártida.[cita requerida]
- 5 de julio: más de 25 muertos y 40 heridos tras explosión de fábrica pirotécnica en México.
- 10 de julio: Cristiano Ronaldo deja el Real Madrid Club de Fútbol tras 9 temporadas con el club.
- 11 de julio: Twenty One Pilots Regresa después de año y medio sin rastro con los sencillos Jumpsuit y Nico And The Niners
- 13 de julio: en Pakistán se produjeron dos atentados en los mítines electorales de Bannu y Mastung; donde en el primero, una bomba explotada desde motocicleta dejó 5 personas muertas y otras 37 heridas; y en el segundo, un ataque suicida mató a 149 personas e hirió a otras 186.
- 14 de julio la canción de Guns N' Roses de November rain llega a 1 millones de visitas en la plataforma de videos de YouTube
- 15 de julio: finaliza la Copa Mundial de Fútbol de 2018 en Moscú, capital de Rusia y la Selección de Francia se consagra campeón del mundo por segunda vez tras derrotar en la final a la Selección de Croacia por 4-2.
- 19 de julio: 
  - En Cuba se lleva a cabo una reforma constitucional.
  - En Colombia, en la ciudad de Barranquilla se inauguran los XXIII Juegos Centroamericanos y del Caribe 2018.
  - En México se registra un sismo de 5,9 Mw con epicentro en Huajuapan de León, Oaxaca, es perceptible de manera ligera en la capital del país. No se reporta daños ni heridos[26]
  - En Perú, se realiza la marcha nacional contra la corrupción, exigiendo la salida del fiscal de la nación, Pedro Chávarry, y haciendo un llamado al Congreso para que las reformas constitucionales planteadas por el presidente pasen a referéndum.
- 20 a 23 de julio: XIX Congreso Nacional Extraordinario del Partido Popular, en el que se elige al sucesor de Mariano Rajoy en la presidencia de dicho partido. Pablo Casado Blanco es elegido nuevo presidente del PP.
- 24 de julio: atentado contra la Clínica Ricardo Palma en Perú, 35 heridos incluyendo a ambos perpetradores.
- 25 de julio: se producen los atentados de As-Suwayda, una serie de ataques terroristas del Estado Islámico en dicha gobernación, dentro de Siria. Fue el peor atentado del año, dejó 315 muertos (entre ellos 7 terroristas suicidas y otros 56 asesinados) y más de 200 heridos.
- 27 de julio: 
  - El planeta Marte hizo su máxima aproximación a la Tierra desde 2003.
  - En África, Europa Oriental, Asia Central y Australia se hizo visible un eclipse total lunar.
- 29 de julio: un terremoto de 6,4 en la turística isla de Lombok, en el sureste de Indonesia causa la muerte de 20 personas y cientos de heridos.
- 30 de julio: en Zimbabue, se celebran elecciones presidenciales, son las primeras elecciones democráticas que se celebran en ese país, tras la caída del gobierno de Robert Mugabe.
- 31 de julio: en México, el vuelo 2431 de Aeroméxico se desplomó cerca del Aeropuerto Internacional Guadalupe Victoria de Durango sin causar víctimas. Sobreviven todos sus ocupantes.

### Agosto
- 2 de agosto: en Perú se realiza un paro distrital en Paramonga.
- 3 de agosto: Emmerson Mnangagwa es declarado presidente electo de Zimbabue, tres días después de celebrarse las elecciones presidenciales en ese país.[27]
- 4 de agosto: en Caracas, Venezuela, se produjo un atentado fallido contra la vida del presidente Nicolás Maduro, que dejó siete militares heridos.
- 5 de agosto: Un terremoto de 6,9 sacude la isla de Lombok en Indonesia, dejando un saldo de 563 muertos y 1.000 heridos.
- 6 de agosto: en la Ciudad de México se realizó la 1° prueba de los altavoces de la alerta sísmica del C5 instaladas en la CDMX esto luego de que fallaran durante un sismo de 5,9 que se registró el pasado 19 de julio.[28]
- 7 de agosto: 
  - Se registra un sismo de magnitud de 5.8 en Colombia, sentido en Bogotá, Medellín, Barranquilla, Cúcuta, Floridablanca, Duitama y Bucaramanga, entre otras localidades.
  - Desde Bogotá, Iván Duque Márquez asume como nuevo presidente de Colombia.
  - Autoridades del gobierno venezolano detienen al diputado opositor Juan Requesens.
- 10 de agosto: tiroteo en Fredericton, (Canadá): fallecen cuatro víctimas.
- 14 de agosto: en Génova (Italia) se derrumba el puente Morandi causando la muerte de 43 personas.
- 15 de agosto: en Asunción, el empresario Mario Abdo Benítez juró como 57° presidente de la República del Paraguay, reconociendo a su predecesor, Horacio Cartes.
  - Un terremoto de 4,8 sacude la región italiana de Molise.
- 17 de agosto:
  - En Costa Rica un terremoto de magnitud 6.2 MW golpea a todo el país, el sismo tuvo su epicentro en la provincia de Puntarenas.
  - Viernes Rojo: En Venezuela Nicolás Maduro anuncia una serie de medidas en materia económicas, devaluación del 96% de la moneda, incluyendo el aumento del salario mínimo a medio petro, equivalente a 180 000 000 bolívares fuertes o 1800 bolívares soberanos y el aumento del impuesto al valor agregado (IVA) de 12 a 16 %.[29][30]
- 19 de agosto: Un terremoto de 8,2 sacude Fiyi.
  - Otro terremoto de 6,9 en la isla de Lombok en Indonesia deja esta vez 14 muertos y 24 heridos.
- 20 de agosto: en Venezuela entra en vigor la reconversión monetaria donde el bolívar venezolano pasa a denominarse bolívar soberano.
- 21 de agosto: 
  - Un terremoto de 7,3, es sentido en Venezuela, Barbados, Brasil, Colombia, Granada, Guyana, Santa Lucía, San Vicente y las Granadinas, Surinam y Trinidad y Tobago, sin dejar fallecidos ni heridos.
  - Toma lugar el inicio de un suceso denominado la marcha a Perú de 2018, perteneciente a la crisis migratoria venezolana, que describe la intensificación de la llegada de una gran cantidad de refugiados venezolanos —varados o de paso en Colombia y Ecuador— hacia Perú (los cuales también tienen como destino final: Chile, Argentina o Uruguay, y en menor medida Bolivia y Paraguay); debido a la crisis política, social y económica que sufre Venezuela, la causa principal de este evento surge de la exigencia del pasaporte por parte del gobierno peruano a los inmigrantes venezolanos desde el 25 de agosto.
- 24 de agosto: en Perú un terremoto de magnitud 7 es sentido en Ucayali en la frontera con Brasil.

- 29 de agosto: choques entre milicias en Libia dejan 26 muertos en Trípoli.
- Inundaciones en Venezuela, más de 10 000 personas afectadas y al menos dos fallecidos.

### Septiembre
- 1 de septiembre: en México, entra en funciones la LXIV Legislatura conformada por diputados y senadores electos en las elecciones del 1 de julio. Es la primera vez en la historia del país en que partidos de izquierda obtienen la mayoría en ambas cámaras.[31]
- 2 de septiembre: se registra un incendio en el Museo Nacional de Brasil, destruyendo por completo todo el acervo histórico que el recinto tenía acumulado alrededor de 200 años.[32]
- 6 de septiembre: el candidato a presidente de Brasil, Jair Bolsonaro,  es apuñalado en el estómago durante un acto electoral.
  - Un terremoto de 6,6 sacude el sur de la isla de Hokkaido en Japón dejando 41 muertos y 700 heridos.
- 7 de septiembre: Miembros de la ESA y de la NASA .descubren la galaxia de Bedin 1.
  - Un segundo terremoto de 7,9 sacude Fiyi.
- 9 de septiembre: un sismo de magnitud le pasa en Irák e Irán a 9 km.
- 10 de septiembre: Se inicia una huelga indefinida en Costa Rica, a donde salen a las calles miles de personas a pelear en contra del Plan Fiscal, esta manifestación afecta servicios como salud y educación.
- 12 de septiembre: el huracán Florence azota los Estados Unidos, provocando inundaciones y grandes daños y pérdidas de vidas.
- 13 de septiembre: en Costa Rica aproximadamente 500 000 personas acuden a una marcha en contra del Plan Fiscal en San José
- 16 de septiembre: en Suecia se celebran elecciones generales para el Riksdag.
- 19 de septiembre: en la Ciudad de México se llevan a cabo la conmemoración del 33 aniversario del Terremoto de México de 1985 y el primer aniversario del Terremoto de Puebla de 2017, los actos iniciaron con un minuto de silencio, seguido de un simulacro.
- 20 a 27 de septiembre: Campeonato Mundial de Judo en Bakú (Azerbaiyán)[33]
- 23 de septiembre: en el Estadio Universitario, un autobús con aficionados de Monterrey que se dirigía al 'Volcán' coincidió con otro donde viajaban los aficionados de Tigres sobre la Avenida Aztlán en Monterrey. Los aficionados de Tigres se bajaron y apedrearon a los aficionados de Monterrey, esto provocó una riña en la que participaron más de 30 aficionados de ambos equipos. Una persona en automóvil embistió a los aficionados de Tigres, después estos huyeron corriendo pero un aficionado de Tigres fue derribado por aficionados de Monterrey, golpeándolo brutalmente y dejándolo gravemente herido y semidesnudo. El aficionado fue trasladado al Hospital Universitario en cuidados intensivos. Este lamentable hecho trascendió a nivel mundial.
- 25 de septiembre: Masacre de San Juan de las Galdonas en Venezuela, enfrentamiento de bandas entre el 25 y 26 de septiembre, dejando un saldo de más de entre 20 y 30 personas.

- 26 de septiembre: en Costa Rica se lleva a cabo la denominada "Marcha de los Cuatro Gatos", donde participaron aproximadamente 1 000 000 de personas, convirtiéndose en la marcha más grande del país.
- 28 de septiembre: 
  - En la laguna Chuuk ameriza el Vuelo 73 de Air Niugini; muere una víctima y sobreviven las 46 personas que viajaban a bordo entre pasajeros y tripulantes.
  - Se produce un fuerte terremoto de 7,5 en la isla de Célebes (Indonesia), provocando un devastador tsunami que deja un saldo de 5.007 muertos y graves daños materiales.[34]

### Octubre

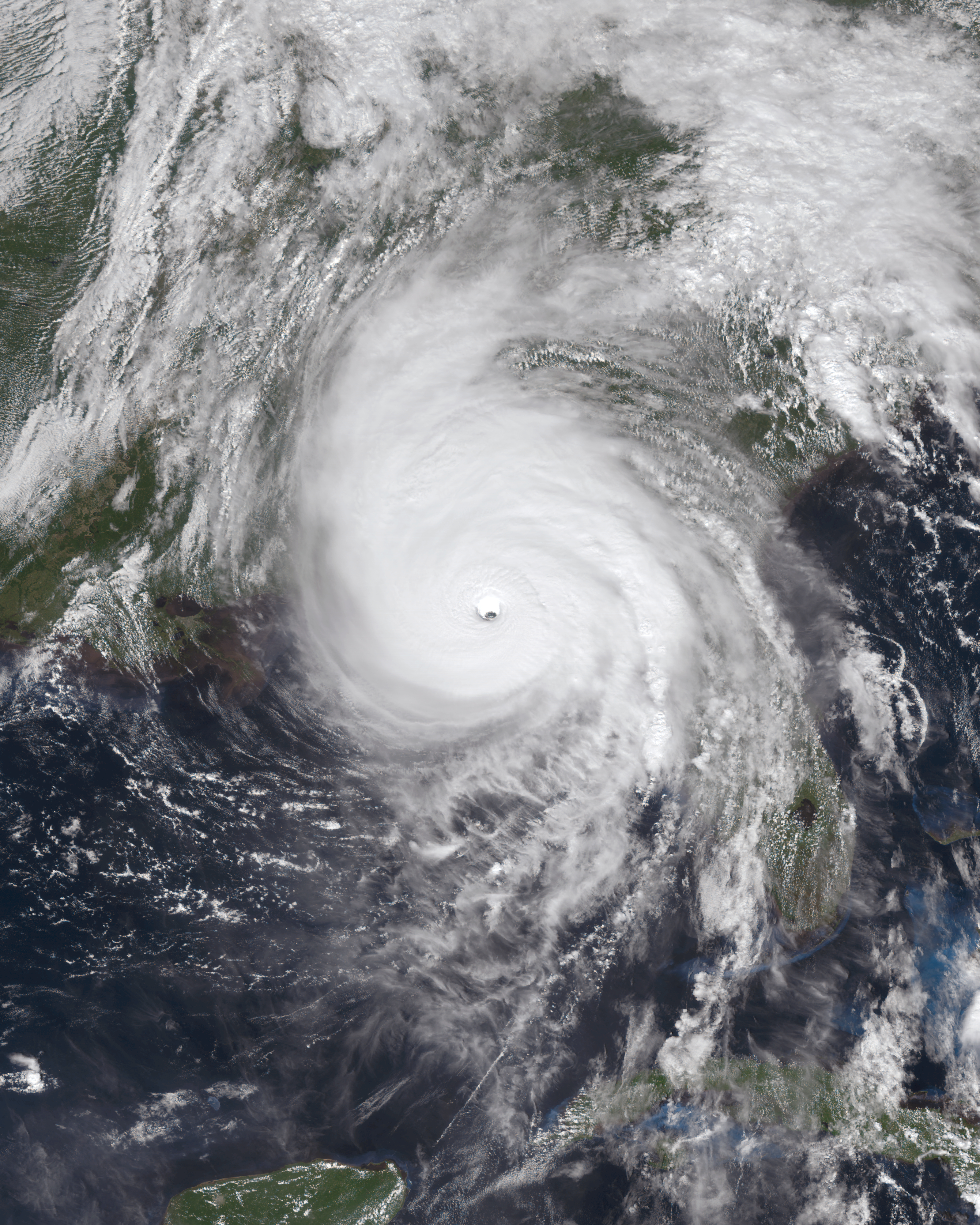
El huracán Michael se convierte en el huracán catastrófico de la temporada de ciclones tropicales en el Atlántico Norte antes de tocar tierra en Florida

- 1 de octubre: la Corte Internacional de Justicia falla a favor de Chile, ante el pedido del presidente de Bolivia de negociar una salida soberana al mar.
- 2 de octubre: en México se cumplen 50 años de los sucesos de la Masacre de Tlatelolco de 1968. Miles de estudiantes se manifiestan en la Ciudad de México. La Universidad Nacional Autónoma de México se viste de luto en la Ciudad Universitaria.
- 3 de octubre: el Poder Judicial anula el indulto humanitario al exdictador Alberto Fujimori y ordena su ubicación e inmediata captura.
- 5 de octubre:
  - Twenty One Pilots saca su 5 álbum de estudio llamado Trench.
  - en Venezuela se anuncia la creación del cuerpo de Policía Migratoria.
- 6 de octubre: 
  - en Buenos Aires inician los III Juegos Olímpicos de la Juventud de Buenos Aires 2018.
  - en Haití se registra un terremoto de 5,9 que deja 18 muertos.
- 7 de octubre: 
  - En Brasil se celebran elecciones presidenciales: Jair Bolsonaro del Partido Social Liberal y Fernando Haddad del Partido de los Trabajadores logran pasar a segunda vuelta.[35]
  - En Perú se celebran las elecciones regionales y municipales de Perú de 2018. Coincidemente para Lima Metropolitana, Jorge Muñoz Wells de Acción Popular logra vencer en el centésimo sexto aniversario del natalicio de su fundador, Fernando Belaúnde Terry.[36]
- 9 de octubre: una fuerte riada causa la muerte de 13 personas en San Lorenzo del Cardezar (Mallorca, España).
- 10 de octubre: 
  - En Estados Unidos, el huracán Michael de la temporada de ciclones tropicales en el Atlántico se fortaleció como un huracán categoría 4 y tocó tierra en el estado de Florida dejando un total de 57 muertos y daños millonarias de $25 mil millones.
  - En Perú es detenida la excandidata presidencial, ex primera dama y líder opositora al gobierno, Keiko Fujimori por el escándalo de corrupción de la brasileña Odebrecht y los aportes a sus campañas electorales.
- 11 de octubre: Un terremoto de 6,0 sacude la isla de Java dejando 4 muertos.
- 13 de octubre: en San Pedro Sula, Honduras parte una caravana de migrantes hondureños con rumbo final a los Estados Unidos y como destino alternativo México.
- 14 de octubre:
  - La crecida del río Aude deja 12 personas muertas en el sur de Francia.
  - Masacre de Tumeremo de 2018 en Venezuela.
- 17 de octubre: un estudiante armado con un fusil asesina a 19 personas en un colegio de Kerch (Crimea).
- 18 de octubre: en Buenos Aires finalizan los III Juegos Olímpicos de la Juventud de Buenos Aires 2018.
- 26 de octubre: Un fuerte terremoto de 6,8 sacude el mar Jónico frente a las costas de Grecia produciendo varios daños importantes.
- 27 de octubre:
  - Un hombre armado asesina a 11 personas en una sinagoga de Pittsburgh, Pensilvania, siendo el peor ataque antisemita en la historia de los Estados Unidos.
  - En Leicester, Inglaterra, un helicóptero AgustaWestland AW169 se estrella en el exterior del estadio King Power, a bordo viajaba Vichai Srivaddhanaprabha, propietario del club Leicester City y fundador de King Power International Group.
- 28 de octubre: en Brasil se celebra la segunda vuelta de las elecciones presidenciales resultando vencedor Jair Bolsonaro.
- 29 de octubre: un avión Boeing 737 se estrella en el Mar de Java (Indonesia) pereciendo sus 189 ocupantes.

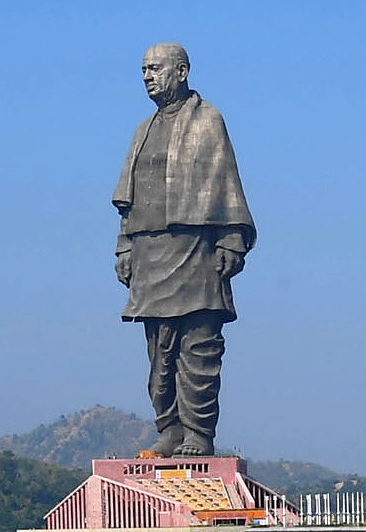
Vista del Estatua de la Unidad, la estatua más alta del mundo.

- 31 de octubre: en la India, se inaugura la Estatua de la Unidad, la estatua más grande del mundo con 182 metros de altura.[37]

### Noviembre

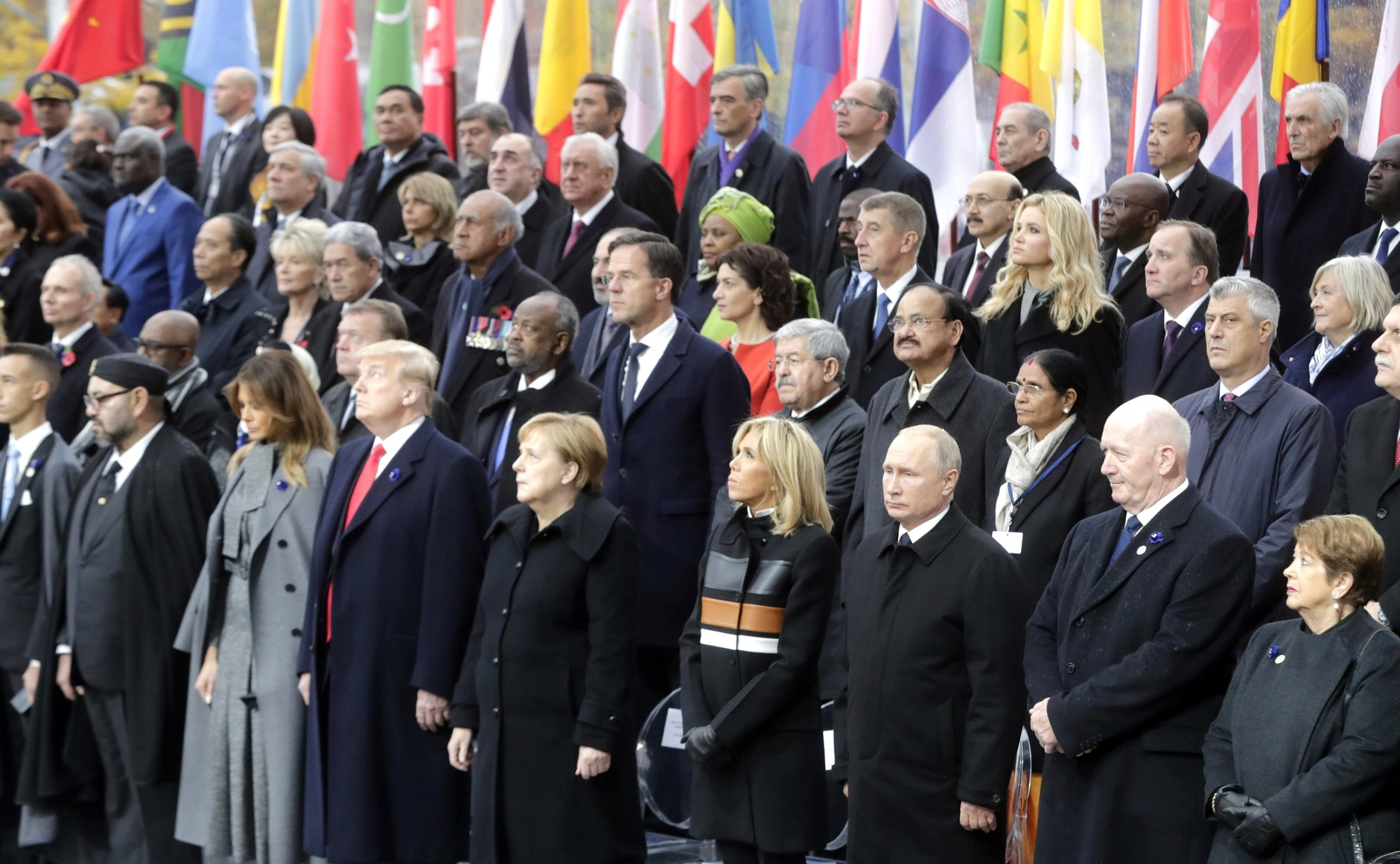
Centenario de la Primera Guerra Mundial, las celebraciones se llevaron a cabo en París (Francia).

- 1 de noviembre: se crea en Venezuela la Universidad Nacional Experimental del Magisterio Samuel Robinson (UNEM).
- 2 de noviembre: La Reina Sofia de España cumple 80 años.
- 4 de noviembre: 
  - las lluvias en Italia causan la muerte de 29 personas.
  - En Nueva Caledonia se celebra un referéndum de independencia.
- 6 de noviembre: en Estados Unidos se celebran elecciones de la Cámara de Representantes y del Senado (un tercio).
- 7 de noviembre: un tiroteo en una fiesta universitaria causa 13 muertos en Thousand Oaks, California.
- 8 de noviembre: 
  - En España es detenido un hombre, identificado como Manuel Murillo, que planeaba cometer un atentado contra el presidente de Gobierno, Pedro Sánchez, motivado por la decisión del mandatario de exhumar los restos del exdictador Francisco Franco. Unos mensajes en WhatsApp lo delataron.[38][39][40][41]
  - Una mujer pakistaní de religión católica, llamada Asia Bibi, es absuelta del delito de blasfemia contra el profeta Mahoma por la Corte Suprema de Pakistán, una decisión que causó protestas violentas de radicales islamistas en el país asiático. El gobierno pakistaní informó que iniciará procedimientos legales para evitar que se vaya al extranjero luego de acordar la medida para poner fin a estas manifestaciones.[42][43]
- 11 de noviembre: Israel lanza entre 40 y 50 misiles sobre la Franja de Gaza para permitir que un grupo de operaciones especiales pueda salir de la zona. Sin embargo, un soldado israelí murió y otro resultó herido, según el ejército de ese país. La operación israelí había tenido la misión de matar a 7 miembros de la organización terrorista Hamás, aunque también murieron varios civiles, según medios palestinos.[44]
- 11 de noviembre: se cumplen 100 años de la finalización de la Primera Guerra Mundial.
- 11 de noviembre: en la ciudad de Los Ángeles (California), funcionarios estatales retiran una estatua de Cristóbal Colón como un acto de «justicia restauradora».[45]
- 11 de noviembre: en el estadio de Boca Juniors, en Buenos Aires (Argentina), los equipos de fútbol River Plate y Boca Juniors disputan la primera final de la Copa Libertadores 2018.
- 12 de noviembre: En Estados Unidos fallece Stan Lee (95 años), escritor de cómics de Marvel y ocasional actor de cine.
- 12 de noviembre: en Caracas (Venezuela), efectivos de la Policía Nacional Bolivariana irrumpen en la torre Viasa.
- 14 de noviembre: El Reino Unido,  el príncipe heredero Carlos de Gales cumple 70 años.
- 16 de noviembre: es encontrado el submarino argentino ARA San Juan a 800 metros de profundidad y a 500 kilómetros de la costa argentina en el Mar Atlántico por la empresa estadounidense Ocean Infinity. Aún se desconocen las causas del hundimiento.
- 16 de noviembre: en Perú, el expresidente Alan García es impedido de salir del país por 18 meses, dos días después intentó asilarse en la embajada de Uruguay, alegando «persecución política».
- 17 de noviembre: en California se estabiliza el incendio que durante más de una semana afectó este estado de EE. UU., sumando un balance de 77 muertos, 993 desaparecidos y 57.000 hectáreas quemadas. La localidad de Paradise resultó totalmente devastada.
- 17 de noviembre: en Francia se inicia el movimiento de los chalecos amarillos.
- 19 de noviembre: 20 años del lanzamiento de Half-Life.
- 20 de noviembre: en Kabul un atentado suicida causa al menos 50 muertos y 72 heridos.
- 23 de noviembre: Juan Antonio Hernández Alvarado abogado y político hondureño es detenido en el aeropuerto bajo los cargos de conspiración de importar cocaína.
- 25 de noviembre: 
  - Se da un incidente bélico en el estrecho de Kerch entre Rusia y Ucrania.
  - Los 27 países de la Unión Europea aprueban el acuerdo para la salida de Reino Unido de la Unión.[46]
  - En Irán, un terremoto de 6,3 deja 1 muerto y 700 heridos.
- 26 de noviembre: 
  - Ucrania declara el estado de excepción debido al apresamiento de barcos de la Armada Ucraniana por parte de guardacostas rusos en el mar Negro, cerca de las costas de Crimea.[47]
  - Muere el animador y creador de la serie Bob Esponja, Stephen Hillenburg a los 57 años de edad.
- 27 de noviembre: Aterriza en el planeta Marte la sonda espacial InSight un proyecto de la NASA, entró en la atmósfera marciana a 19.800 kilómetros por hora y debió reducir su velocidad hasta 8 km por hora. Esa desaceleración extrema ocurrió en un periodo de poco menos de siete minutos.[48]
- 28 de noviembre: Se lanza al espacio el satélite colombiano FACSAT-1.
- 30 de noviembre: 
  - En Houston (Texas) muere el 41° presidente de los Estados Unidos, George H. W. Bush, tras largos años de padecer de enfermedad de Parkinson.[49]
  - Inicia la Cumbre del G-20 de Buenos Aires.
  - Los presidentes de México y Estados Unidos, Enrique Peña Nieto y Donald Trump, y el primer ministro canadiense, Justin Trudeau, firman edurante la Cumbre del G-20 de Buenos Aires el T-MEC, tratado de libre comercio que sustituye al TLCAN de 1992.
  - En Alaska (Estados Unidos) se registra un violento terremoto de 7,1, con epicentro a 12 kilómetros de la ciudad de Anchorage, sintiéndose en Canadá y sin confirmarse muertos.
  - Culmina el periodo 2012-2018 de Enrique Peña Nieto como presidente de México.

### Diciembre
- 1 de diciembre: 

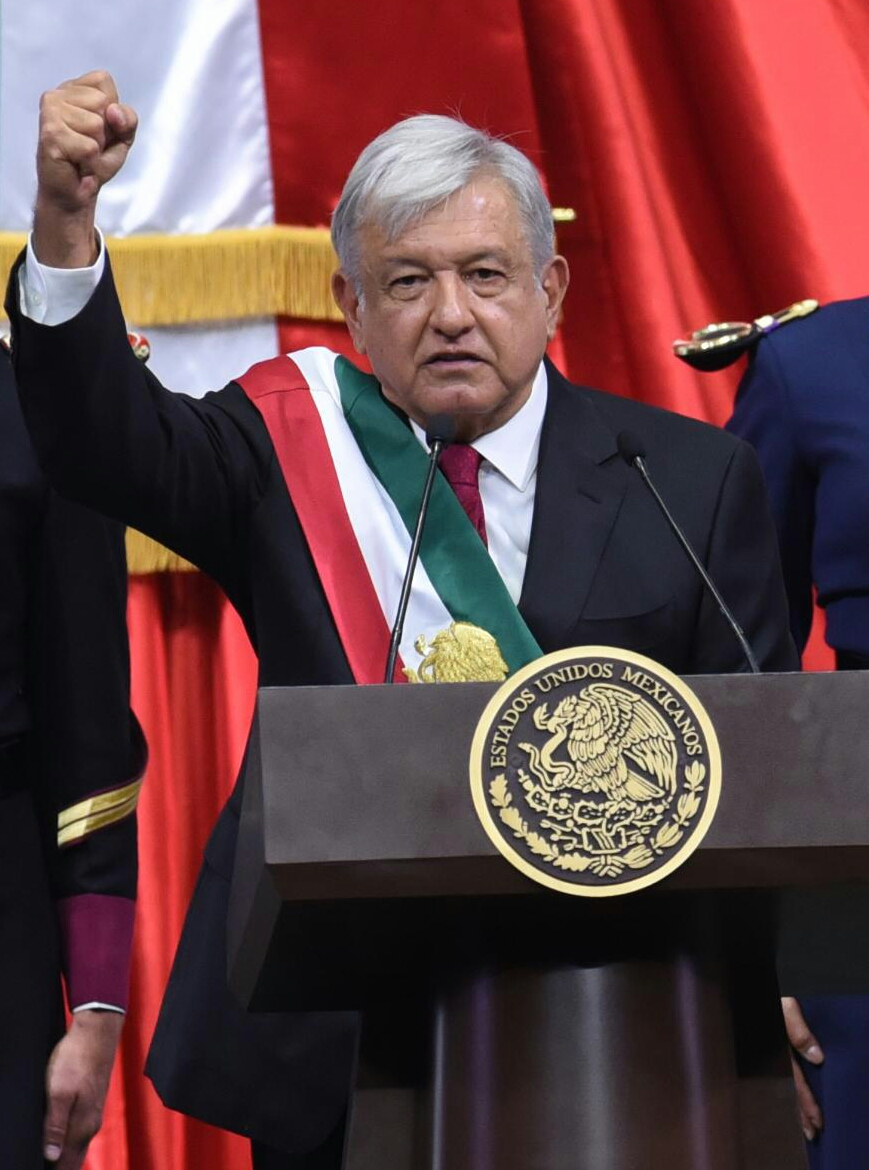
Andrés Manuel López Obrador portando la banda presidencial en la toma de protesta como Presidente de México.

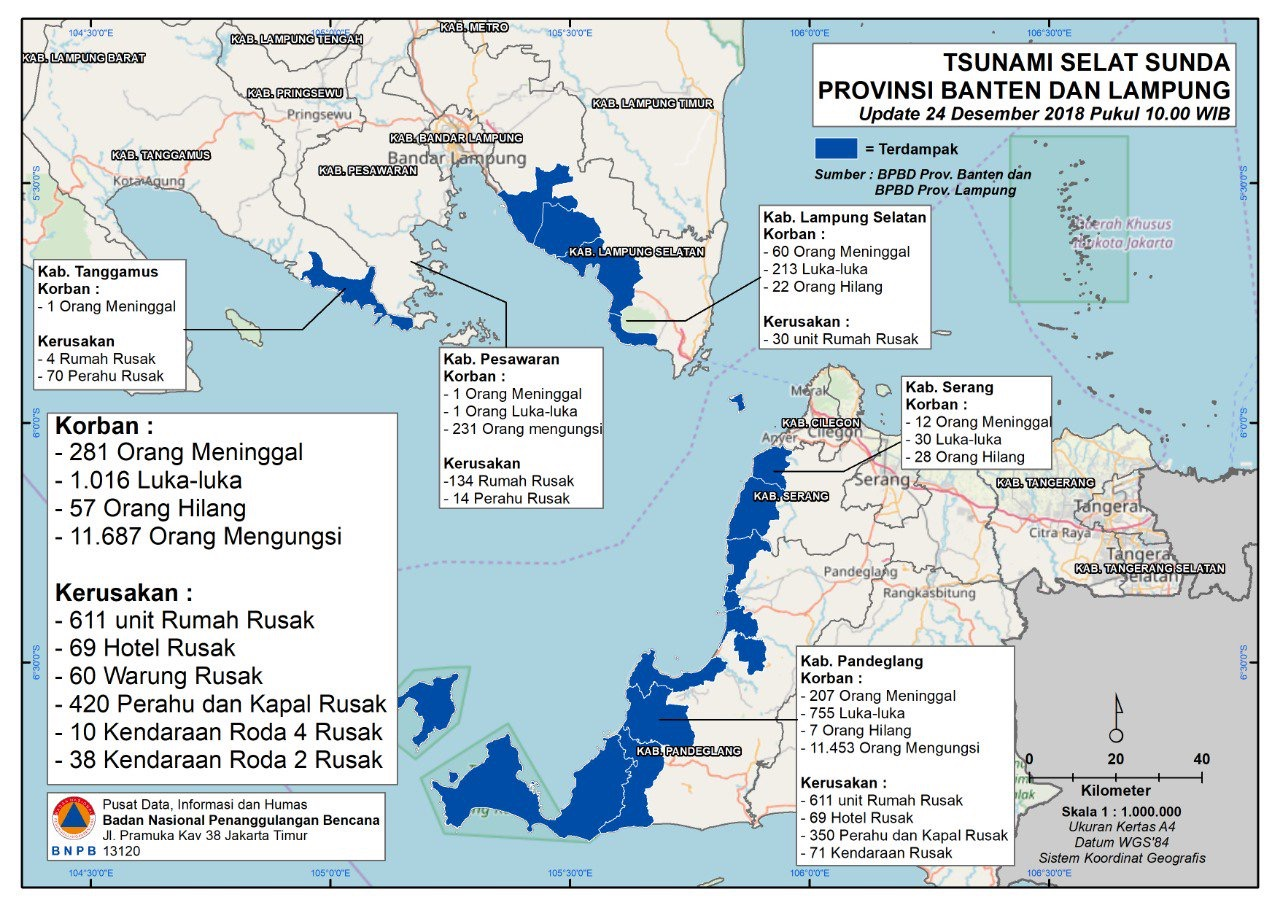
Áreas afectadas en Indonesia por el tsunami del 22 de diciembre.

  - Concluye la Cumbre del G-20 de Buenos Aires.
  - Andrés Manuel López Obrador rindió protesta como nuevo presidente de México para el periodo 2018-2024 ante el Congreso de la Unión en la Ciudad de México. Es la primera vez que un gobierno izquierdista toma las riendas del México moderno.
- 5 de diciembre: Uruguay le niega el asilo político al expresidente peruano Alan García refiriéndose a que en dicho país hay independencia de poderes.
- 6 de diciembre: en Cuba, se incorpora el internet móvil, 3G, para los ciudadanos.
- 7 de diciembre: fallece el expresidente colombiano Belisario Betancur.
- 8 de diciembre: mueren 6 personas y más de 100 resultan heridas durante una estampida en una discoteca de Corinaldo, Italia.
- 9 de diciembre: 
  - En Perú se llevó a cabo un referéndum nacional planteado por el presidente Martín Vizcarra el 28 de julio de 2018, el cual contiene cuatro preguntas de reforma constitucional.[50]
  - River Plate consigue el título de la Copa Libertadores 2018 al derrotar 3-1 al ex club de Boca Juniors en el Estadio Santiago Bernabéu con goles de Lucas Pratto, Juan Fernando Quintero y Gonzalo Nicolás Martínez
- 11 de diciembre: un atentado islamista en Estrasburgo causa 5 muertos y 11 heridos.
- 11 de diciembre: en Italia Se estrena la serie animada de los 44 Gatos
- 12 de diciembre : Se lanza el juego móvil Brawl Stars globalmente.
  - el estado de Tennessee es sacudido por un terremoto de 4,4 sin dejar daños.
- 13 de diciembre: dos militares israelíes son asesinados y otros dos resultan heridos por un ataque palestino en Asaf, Cisjordania.[51]
- 16 de diciembre: se lleva a cabo en Bangkok, Tailandia la 67 edición del concurso de belleza Miss Universo 2018, el cual hace historia al mostrar por primera vez a una candidata transgénero: Ángela Ponce representante de España. Lo gana Catriona Gray, siendo el cuarto triunfo de una representante de Filipinas.
- 17 de diciembre: en México se prevé completar el apagón tableta vieja para dar paso a la TCD (Tableta y celular digital).
- 19 de diciembre: Estados Unidos anuncia el plan de retirar sus tropas de Siria y Afganistán.[52]
- 20 de diciembre: en la península de Kamchatka (Rusia) Se registró un fuerte sismo de magnitud de 7.3 grados
- 21 de diciembre: manifestaciones y cortes de carreteras en Cataluña como protesta por la celebración de un Consejo de Ministros en Barcelona. Si bien la mayoría de concentraciones se desarrollan de forma pacífica, se producen algunos incidentes que se saldan con 77 heridos (35 policías) y la detención de 13 personas.[53]
- 22 de diciembre: en Indonesia, el Anak Krakatau entra en erupción, provocando un tsunami que dejó 492 fallecidos.
- 24 de diciembre: 
  - En Italia, el volcán Etna entra en erupción.
  - En Puebla (México), se desploma un helicóptero matando a todos sus tripulantes, entre ellos iban el senador Rafael Moreno Valle y su esposa Martha Érika Alonso, quien solamente tenía diez días de haber asumido su cargo como gobernadora en esa entidad.
- 25 de diciembre: 
  - El gobierno peruano liderado por Martín Vizcarra se propone pacificar la conflictiva región del VRAEM antes del bicentenario de 2021.[54]
  - En Irak, un atentado en la ciudad de Tal Afar, al norte del país, provoca la muerte de dos personas. El Estado Islámico se atribuye el ataque.[55]
- 26 de diciembre: 
  - Un atentado a la sede del Ministerio de Relaciones Exteriores de Libia en Trípoli provoca la muerte de tres personas y dejó heridas a otras 21. El Estado Islámico se atribuye el ataque.[56]
  - Irán hace oficial que, por motivos de seguridad internacional, mantiene diálogo con los talibanes en Afganistán.[57]
- 30 de diciembre: se celebran elecciones legislativas en Bangladés, produciéndose enfrentamientos entre partidarios del oficialismo y la oposición que se saldan con 17 muertos.
- 31 de diciembre: durante los festejos de Fin de Año en Rusia, se registra el derrumbe de un edificio ocasionado por la explosión de gas. Entre los días (31 de diciembre de 2018 y el 2 de enero de 2019) se contabilizaban entre 7 a 22 personas muertas y 40 personas atrapadas en los escombros.[58][59] Además y unas horas más tarde en dicho país entre los últimos minutos de 2018 y los primeros de 2019 se registra el colapso de un puente de madera en donde al menos 13 personas resultan lesionadas.[60]

## Deporte
- 9-25 de febrero: Juegos Olímpicos de Invierno en Pieonchang, Corea del Sur.
- 4-15 de abril: Juegos de la Mancomunidad en Gold Coast, Australia.
- 26 de mayo-8 de junio: Juegos Suramericanos en Cochabamba, Bolivia.
- 26 de mayo: Final de la UEFA Champions League 2018
- 22 de junio-1 de julio: Juegos Mediterráneos en Tarragona, España.
- 19 de julio-3 de agosto: Juegos Centroamericanos y del Caribe en Barranquilla, Colombia.
- 20 de julio-22 de julio: Copa del Mundo de Rugby 7 en San Francisco, Estados Unidos.
- 21 de julio-5 de agosto: Campeonato Mundial de Hockey sobre Césped Femenino en Londres, Reino Unido.
- 18 de agosto-2 de septiembre: Juegos Asiáticos en Indonesia.
- 6-18 de octubre: Juegos Olímpicos de la Juventud en Buenos Aires, Argentina.
- 28 de noviembre-16 de diciembre: Campeonato Mundial de Hockey sobre Césped Masculino en Bhubaneswar, India.
- 12 de diciembre-22 de diciembre: Copa Mundial de Clubes de la FIFA en Emiratos Árabes Unidos.

### Fútbol

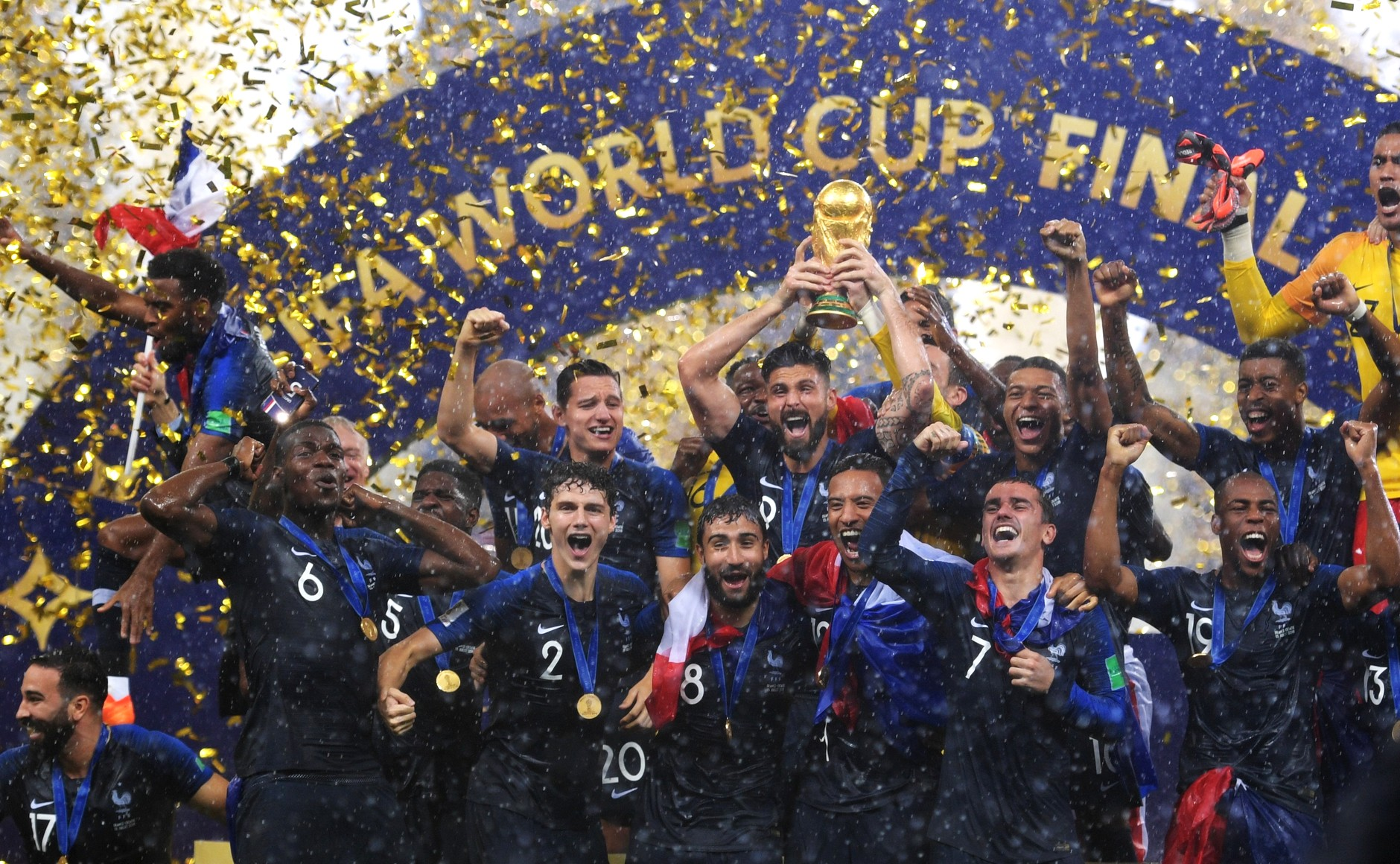
Francia se coronó campeona por segunda vez en la Copa Mundial de Fútbol de Rusia.

- 26 de mayo: el Real Madrid se proclama campeón de la UEFA Champions League ante el Liverpool FC en Kiev tras vencer por 3-1.
- 13 de junio: elección del país sede para la Copa Mundial de Fútbol de 2026.
- 14 de junio-15 de julio: Copa Mundial de Fútbol en Rusia, Francia se coronó campeona por segunda vez en su historia tras ganar 4-2 a Croacia en la final.
- 4 de noviembre-11 de noviembre: Sudamericano de Futsal Sub-20 en Lima, Perú. Brasil obtiene su séptimo título.
- 9 de diciembre: River Plate se consagra campeón de la Copa Libertadores tras vencer a Boca Juniors por 3-1 en el partido de vuelta de la final, disputado en la ciudad de Madrid, e imponerse por un marcador global de 5-3.
- 22 de diciembre: Real Madrid conquista su cuarto Mundial de Clubes tras derrotar en la final a Al-Ain por 4-1. River Plate obtiene el tercer lugar al vencer 4-0 a Kashima Antlers.
- Diciembre: Alessandro Rosa Vieira o Falcao conocido deportivamente se retira del futbol sala tras 25 años como profesional siendo este el mayor referente a este deporte

### Básquetbol
- 8 de junio: Golden State Warriors se consagra campeón de la NBA tras vencer en las finales a Cleveland Cavaliers por 4-0.
- 27 de agosto: el jugador argentino Emanuel Ginóbili anuncia su retiro de la actividad profesional.

### Lucha libre profesional
- 4 de enero: Wrestle Kingdom 12, desarrollado en Bunkyō, Tokio.
- 8 de abril: Wrestlemania 34 desarrollado en Nueva Orleans, Estados Unidos.
- 25 de agosto: Triplemanía XXVI, desarrollado en Ciudad de México, México.

### Ciclismo
- 7 de julio: Tour de Francia 2018.

### Ajedrez
- 9 noviembre – 28 noviembre: Campeonato Mundial de Ajedrez 2018[61]

## Música
- Del 8 al 12 de mayo: en Lisboa (Portugal) se celebra la LXIII edición del Festival de la Canción de Eurovisión 2018 resultando como país vencedor Israel con 529 puntos representado por Netta Barzilai interpretando su tema "Toy". En segundo lugar quedó Chipre con 436 puntos representado por Eleni Foureira con su tema "Fuego". Cerrando el podio quedó Austria con 342 puntos representado por César Sampson con su tema "Nobody but you".

## Televisión
- Nueva serie La casa de las flores.
- Nueva serie Bluey.
- Nueva serie Apple & Onion.
- Nueva Serie Hilda.
- Nueva Serie Big City Greens
- Nueva serie Unikitty!.
- Nueva serie Craig of the Creek.
- Nueva serie Close Enough.
- Nueva serie Elite.
- Nueva serie Summer Camp Island.
- Fin de la serie animada Adventure Time.
- Fin de la serie animada DreamWorks Dragones.
- Fin de la serie animada Trollhunters.
- Fin del anime Dragon Ball Super.
- Fin de la serie Soy Luna.
- Nueva temporada de The Loud House
- Nueva temporada de O11CE
- Nueva temporada de De vuelta al barrio.
- Nueva temporada de The X-Files.
- Nueva temporada de Miraculous: las aventuras de Ladybug
- Nueva temporada de American Horror Story.
- Nueva temporada de Grey's Anatomy.
- Nueva temporada de Westworld.
- Nueva temporada de Estoy Vivo.
- Nueva temporada de The Walking Dead.
- Nueva temporada de The Good Doctor.
- Vigésima quinta temporada y la última serie a manos de Saban Power Rangers Ninja Steel.
- Nueva serie de Polly Pocket.
- Fin de Disney XD Reino unido.
- Aniversario de Telefe Tucumán (anteriormente Canal 8)

## Cine
- A Quiet Place
- A Star Is Born
- Ana y Bruno
- Animales fantásticos: Los crímenes de Grindelwald
- Ant-Man and the Wasp
- Aquaman
- At Eternity's Gate
- Avengers: Infinity War
- Beautiful Boy: Siempre serás mi hijo
- Bird Box
- BlacKkKlansman
- Black Panther
- Bohemian Rhapsody
- Bumblebee
- Buñuel en el laberinto de las tortugas
- Campeones
- Can You Ever Forgive Me?
- Cincuenta sombras liberadas
- Cars 4:Al rescate
- Climax
- Cold War
- Colmillo blanco
- Cómo entrenar a tu dragón 3
- Creed II
- De sicario a Youtuber
- Deadpool 2
- Dumplin'
- Early Man
- Eighth Grade
- El Grinch
- First Man
- Free Solo
- Gloria Bell
- Green Book
- Holmes and Watson
- Hotel Transylvania 3: Summer Vacation
- How to Talk to Girls at Parties
- If Beale Street Could Talk
- Isla de Perros
- Johnny English Strikes Again
- Jurassic World: El reino caído
- La noche de 12 años
- Los Increíbles 2
- Love, Simon
- Mamma Mia! Here We Go Again
- Megalodón
- Mid90s
- Mirai, mi hermana pequeña
- Mission: Impossible - Fallout
- Mortal Engines
- My Hero Academia: Two Heroes
- Ocean's 8
- Pacific Rim: Uprising
- Pedro el afortunado
- Pokémon: El poder de todos
- Ralph Breaks the Internet
- RBG
- Roma
- Sherlock Gnomes
- Sicario: El día del soldado
- Slender Man
- Smallfoot
- Solo
- Han Solo: una historia de Star Wars
- Spider-Man: Into the Spider-Verse
- Teen Titans Go! to the Movies
- The Ballad of Buster Scruggs
- The Cloverfield Paradox
- The Favourite
- The First Purge
- The Perfection
- The Nutcracker and the Four Realms
- Three Identical Strangers
- Under the Silver Lake
- Unfriended: Dark Web
- Venom
- Vice
- Wiñaypacha

## Videojuegos
- Sale a nivel mundial el juego de Supercell, Brawl Stars.
- Sale a la venta el mayor crossover de los videojuegos de la mano de Nintendo, Super Smash Bros Ultimate.
- Sale a la venta el DLC de Sonic Mania conocido como Sonic Mania Plus. Disponible para Nintendo Switch, PlayStation 4, Xbox One y PC.
- 27 de junio: Scott Cawthon lanza Ultimate Custom Night.
- 29 de junio: Ubisoft lanza The Crew 2, un videojuego de carreras, es secuela de The Crew, lanzado en 2014. Salió para competir con Forza Horizon 4 de Microsoft Studios y Need for Speed Payback de Electronic Arts. Disponible para PC, PlayStation 4 y Xbox One.
- 23 de octubre: la consola Xbox 360 da por terminado su periodo de vida útil con el último videojuego Just Dance 2019.
- 26 de octubre: Sale el videojuego de Rockstar Games, Red Dead Redemption 2 para las consolas PlayStation 4 y Xbox One.
- Sale a la venta el primer capítulo del juego Deltarune desarrollado por el compositor y desarrollador de videojuegos Toby Fox, que es un universo alterno a su juego anterior Undertale. Disponible para Windows, MacOS, PlayStation 4 y Nintendo Switch